# Tommaso Montano
Tommaso Montano (ur. 14 marca 1953 w Livorno) – włoski szablista, srebrny medalista igrzysk olimpijskich i dwukrotny medalista mistrzostw świata.
Pochodzi z rodziny, z której wywodzi się kilku medalistów olimpijskich w szermierce. Jest bratankiem Aldo, bratem Carlo i Mario Tullio, kuzynem Mario Aldo oraz wujem Aldo. 
Na igrzyskach olimpijskich w Montrealu w 1976 roku reprezentacja Włoch w składzie: Mario Aldo Montano, Mario Tullio Montano, Michele Maffei, Tommaso Montano i Angelo Arcidiacono zdobyła srebrny medal. W zawodach indywidualnych nie wystąpił. Był to jego jedyny start olimpijski.
Ponadto podczas mistrzostw świata w Grenoble w 1974 wraz z Mario Aldo Montano, Mario Tullio Montano, Rolando Rigolim i Michele Maffeim zdobył srebrny medal w zawodach drużynowych. W tej samej konkurencji zajął trzecie miejsce na mistrzostwach świata w Hamburgu cztery lata później. 